# Discestra cruda
Discestra cruda là một loài bướm đêm trong họ Noctuidae.